# Железный орёл
«Железный орёл» (англ. Iron Eagle) — американский боевик.

## Сюжет
Главный герой фильма, подросток по имени Дуг (Дуглас), неудачно пытавшийся поступить в Военно-воздушную академию США, собирается спасти своего отца-лётчика, сбитого над Средиземным морем эскадрильей враждебного средиземноморского государства, граничащего с Египтом (вероятно подразумевается Ливия). Госдепартамент США не хочет усугублять отношения с руководством страны, где содержится пленный лётчик, а потому не санкционирует операцию по спасению и не предпринимает попыток вернуть пленного. Между тем, пленённому лётчику за отказ добровольно сознаться в совершении акта вторжения в воздушное пространство суверенного государства собираются устроить показательную казнь. Руки командования ВВС США связаны, поскольку командование ВМС отказывается предоставлять свои авианосцы для спасательной операции ВВС. Тогда сын пленного лётчика Дуг вместе с пришедшим ему на помощь ветераном ВВС отставным полковником Чарльзом «Чаппи» Синклером сами решают восстановить справедливость. При помощи своих предприимчивых школьных друзей, Дугу удаётся заполучить данные воздушно-космической разведки, сфабриковать накладные на получение со склада необходимого количества авиационных боеприпасов и подвесных топливных баков, а в довершение получить разрешение диспетчерского центра на вылет. Под видом штатных пилотов Дуг и Чаппи проникают на авиабазу и вылетают на двух истребителях-бомбардировщиках F-16B, назначенных для доставки в Испанию по договору о военно-техническом сотрудничестве, но вместо доставки самолётов в пункт назначения, угоняют их и отправляются на Ближний Восток, собираясь разбомбить вражескую базу и выручить отца парня.
Фильм, помимо инструментальных оркестровых композиций, написанных для фильма Бэзилом Поледурисом, содержит известные композиции рок- и поп-исполнителей тех лет, в том числе «One Vision» группы Queen (хотя, по словам Брайана Мэя, группе пришлось дважды подумать, прежде чем дать согласие на использование песни о мире в фильме о войне).
Роли МиГ-23 в фильме исполнили израильские истребители Kfir.